# Machine Messiah
Machine Messiah ist das 14. Studioalbum der brasilianischen Metal-Band Sepultura. Es erschien am 13. Januar 2017 bei Nuclear Blast.

## Hintergrund
Das Album wurde den Fascination Street Studios in Schweden von deren Betreiber Jens Bogren aufgenommen. Laut Gitarrist Andreas Kisser geht es auf dem Album hauptsächlich um eine „Roboterisierung“, das Konzept einer „Gottesmaschine“, die die Menschheit erschaffen habe: „The main inspiration around Machine Messiah is the robotization of our society nowadays. The concept of a God Machine who created humanity and now it seems that this cycle is closing itself, returning to the starting point. We came from machines and we are going back to where we came from. The messiah, when he returns, will be a robot, or an humanoid, our biomechanical savior.“ Das Cover stammt von der philippinischen Künstlerin Camille Dela Rosa.

## Titelliste
1. Machine Messiah – 5:54
2. I Am the Enemy – 2:27
3. Phantom Self – 5:30
4. Alethea – 4:31
5. Iceberg Dances – 4:41
6. Sworn Oath – 6:09
7. Resistant Parasites – 4:58
8. Silent Violence – 3:46
9. Vandals Nest – 2:47
10. Cyber God – 5:22

Bonustitel der Deluxe Edition
1. Chosen Skin – 3:17
2. Ultraseven No Uta (Cover von The Echoes & Misuzu Children’s Choral Group) – 1:18

## Rezeption

### Kritiken
Bei AllMusic.com bewertete Thom Jurek das Album mit dreieinhalb von 5 Sternen. Jurek beschrieb das Album als eine „ambitionierte, zornige, hungrige Veröffentlichung“, auf der die Gruppe „in ihrer Kreativität vital“ bleibe: „Sepultura remain vital in their creativity; they expand their palette dramatically while fully integrating the sounds that brought them here.“

### Charts
Machine Messiah erlangte sowohl Platz 27 in den deutschen wie auch in den Schweizer Charts, darüber hinaus Platz 33 in Österreich, Platz 114 in Frankreich, Platz 35 in Belgien (Flandern) und Platz 67 in Belgien (Wallonien) sowie Platz 35 in Portugal und Platz 82 in Australien.